# Gulella grossa
Gulella grossa é uma espécie de gastrópode da família Streptaxidae.
É endémica da Tanzânia.